# استلا آرتوا
استلا آرتوا (‎/ˌstɛlə ɑːrˈtwɑː/‎ STEL-ə ar-TWAH) یک آبجوسازی مشهور در بلژیک است که در سال ۱۹۲۶ در شهر لون بلژیک تأسیس شد. میزان الکل در این آبجو بین ۴٫۸ تا ۵٫۲ درصد است. این شرکت هم‌اکنون به تملک شرکت Interbrew International B.V درآمده که خود این شرکت زیرمجموعهٔ بزرگترین آبجوسازی جهان، انهایزر-بوش اینبیف می‌باشد.

## تاریخچه
در سال ۱۷۱۷، سباستین آرتوا کارخانه آبجوسازی دن هورن در لوون را که در سال ۱۳۶۶ تأسیس شده بود خرید و نام آن را Brouwerij Artois گذاشت.

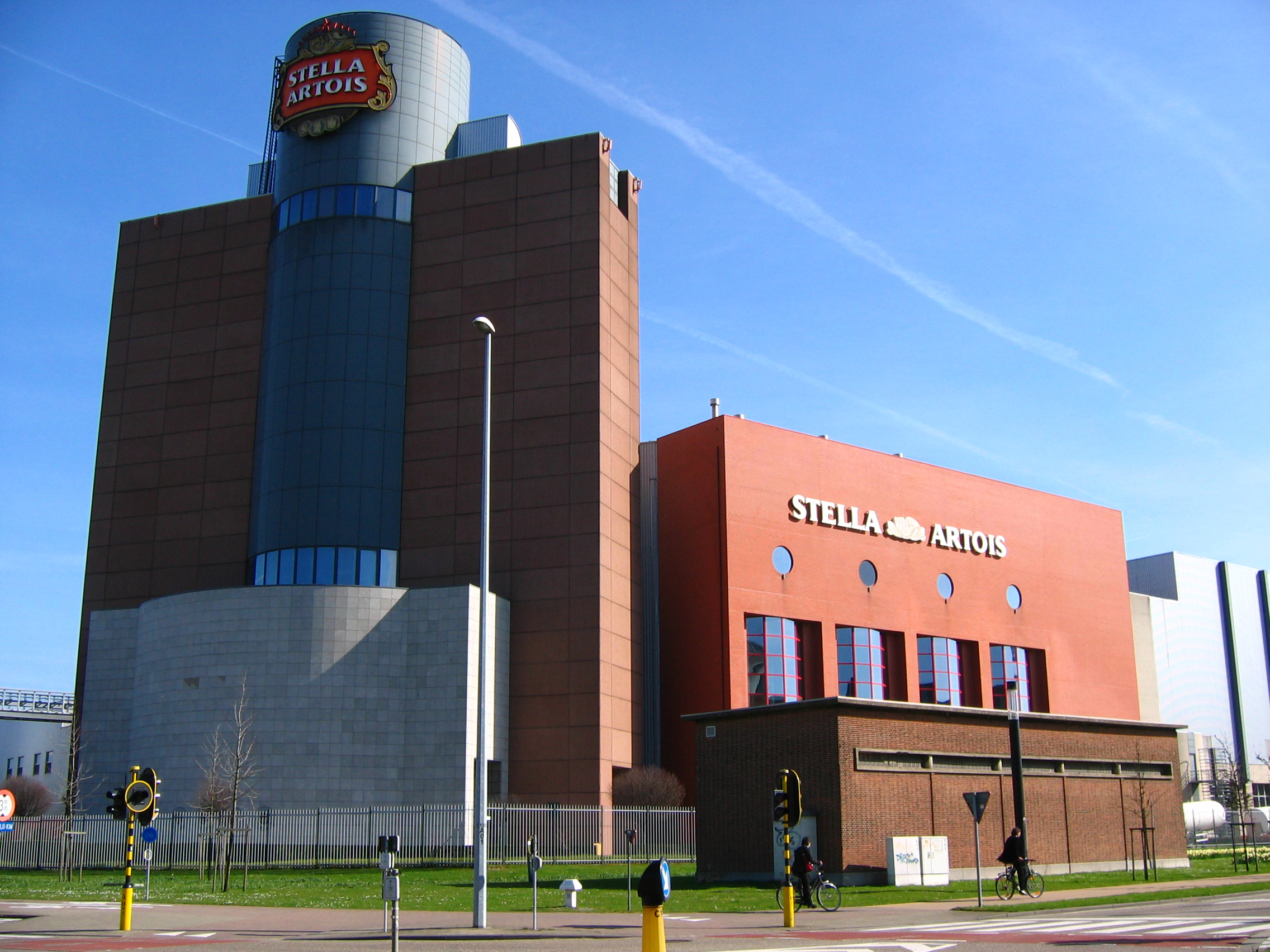
کارخانه آبجو استلا در لون